# Michael Brandon
Michael Brandon (* 20. dubna 1945 Brooklyn, New York, USA) je americký herec. Proslavil ho seriál Dempsey a Makepeaceová, kde hrál hlavní roli Jamese Dempseyho.
V letech 1976–1979 byl ženatý s herečkou Lindsay Wagner, jeho druhou manželkou je od roku 1989 herečka Glynis Barber, se kterou má syna Alexandra (* 1992).

## Ocenění
V roce 2004 byl nominován na Laurence Olivier Theatre Award jako nejlepší herec v muzikálu „Jerry Springer – The Opera“ v Royal National Theatre v Londýně.